# The Line
The Line je budoucí lineární chytré město v Saúdské Arábii, které je součástí futuristického městského projektu Neom. Město má tvořit jediná budova. Nebudou v něm tedy jezdit auta a nemá produkovat žádné uhlíkové emise.
Plán výstavby oznámil v roce 2021 korunní princ Muhammad bin Salmán. Plán počítal s délkou města 170 km, výškou 500 metrů a šířkou 200 metrů. Mělo by zde žít 9 milionů obyvatel (zhruba čtvrtina obyvatel Saúdské Arábie). Všechny základní služby mají být v docházkové vzdálenosti do pěti minut. Saúdská Arábie uvedla, že si klade za cíl dokončit 5kilometrový centrální segment do roku 2030. Celý 170kilometrový mrakodrap by měl být dokončen do roku 2045.
V roce 2024 však Wall Street Journal a Bloomberg uvedly, že první fáze bude mít pouze 2,4 km. Saúdští představitelé tyto zprávy popřeli a uvedli, že projekt pokračuje podle plánu. 

## Plán
Město The Line má mít délku 170 km. Mělo by se rozprostírat od Akabského zálivu přibližně k městu Tabúk a mohlo by zde žít asi devět milionů obyvatel, což by znamenalo průměrnou hustotu obyvatelstva 260.000 na km2 (Manila, v roce 2020 nejhustěji osídlené město světa, měla hustotu 44.000 na km2). Projekt The Line se má skládat ze dvou zrcadlových budov, mezi nimiž bude venkovní prostor. Celková šířka má být 200 m a výška 500 m.
Záměrem je, že město bude poháněno výhradně obnovitelnými zdroji energie. Má sestávat ze tří vrstev, jedna bude na povrchu pro chodce, jedna pod zemí pro infrastrukturu a další pod zemí pro dopravu.
Nebudou zde jezdit žádná auta, ale vysokorychlostní železnice, která povede z jednoho konce na druhý a 170 km by měla urazit za 20 minut. Město by také mělo mít také speciální systém větrání, který bude vytvářet po celý rok ideální klima. Návrh zahrnuje přístav na severní straně budov, ve velké vzdálenosti od moře. Počítá s vytvořením tunelu a kanálu přes The Line, kudy budou moct projíždět i velké výletní lodě. Město bude monitorovat a řídit umělá inteligence.
Podle vyjádření korunního prince Muhammada bin Salmána z roku 2022 se očekává, že projekt první fáze bude stát 1,2 bilionu SAR (320 miliard USD), přičemž polovinu této částky poskytne saúdskoarabský investiční fond Public Investment Fund (PIF).
Dne 5. dubna 2024 agentura Bloomberg News uvedla, že projekt byl utlumen kvůli omezení financování ze strany PIF. Bloomberg citoval saúdskoarabské úřady, že očekávají dokončení části města v délce asi 2,4 km, v níž má žít méně než 300 000 obyvatel, což je pětina z plánovaných 1,5 milionu.

## Stavba

### Vývoj
V roce 2022 byla stavba zahájena. Vzhledem k tomu, o jak obrovský projekt se jedná, je dostupných velmi málo oficiálních informací. V roce 2024 byly ze satelitních snímků viditelné výkopové práce a pohyb značného množství těžkých vozidel a strojů podél plánované stavby. Jsou zřetelné také stavby pro ubytování dělníků.

### Architekti
Vedení projektu požadovalo od všech architektů, aby podepsali smlouvy o mlčenlivosti, a proto na žádné z jejich webových stránek nejsou žádné odkazy na The Line. Německý list Süddeutsche Zeitung zjistil, že dva architekti ukončili svou účast na projektu kvůli lidským právům a ekologickým obavám, a to Norman Foster a Francine Houben z Mecanoo. List také uvedl, že několik známých architektů na projektu stále spolupracovalo, např. Massimiliano Fuksas, londýnská kancelář zesnulé Zahy Hadid, Rem Koolhaas nebo Wolf D. Prix z COOP Himmelb(l)au.

## Kontroverze

### Proveditelnost stavby
Odborníci považují tvrzení, že stavba je udržitelná a později bude klimaticky neutrální, za nereálné. Odhadují, že už jen samotná stavba komplexu a převozy stavebních materiálů na dlouhé vzdálenosti vyprodukují miliardy tun oxidu uhličitého.
Stavba počítá s dopravou cestujících rychlovlakem, který urazí 170 km za 20 minut. Takový rychlovlak by se však musel pohybovat rychlostí 510 km/hod a nemít na takto dlouhé trati žádné zastávky. Nejrychlejší z komerčně provozovaných drah na světě, Maglev v Šanghaji, dosáhl v roce 2003 v testu rekordní rychlosti pouze 501 km/hod. V provozu však jezdí průměrnou rychlostí přes 220 km/hod.
Lidé žijící v mrakodrapech o mnoha desítkách pater by zřejmě také strávili mnoho času ve výtazích a při čekání na ně.
Někteří vědci se již proto vyslovili pro zastavení projektu The Line. Např. matematik Rafael Prieto-Curiel, který se zabývá geometrií měst. Přirozená města mají podle něj tendenci vytvářet kruhový tvar, rovná linie je nejhorší možná. Život v takovém městě by podle něj byl hrozný, protože by šlo o gigantický kaňon bez přirozeného světla, který by na udržení přijatelných teplot potřeboval nesmírné množství elektrické energie.

### Pracovní podmínky dělníků
Kritiku budí také pracovní podmínky dělníků z Asie. V Saúdské Arábii obecně bývají nuceni pracovat v extrémních vedrech, bez přestávek a kvůli nerealistickým termínům vykonávat mnoho přesčasů, což se podepisuje na jejich zdraví.

### Lidská práva původních obyvatel
Kvůli budování The Line došlo k násilnému vystěhovávání 20 tisíc příslušníků kmenového společenství Huwaitat, kteří oblast obývají. Několik členů tohoto kmene nechal korunní prince Muhammad bin Salmán popravit. Řada aktivistů protestujících proti projektu Neom byla unesena a uvězněna. Původní obyvatelé se obrátili na OSN, aby kroky vlády Saúdské Arábie vyšetřila.,